# 上艾森巴赫
上艾森巴赫（德語：Übereisenbach）是德国莱茵兰-普法尔茨州比特堡-普吕姆-艾费尔山县的市镇，隔乌尔河河与卢森堡下艾森巴赫相望。该市镇总面积为2.39平方千米，截至2023年12月31日总人口为53人。